# Al-Azraq
Al-Azraq (arabisch الأزرق, DMG al-Azraq, deutsch: der Blaue) ist eine kleine Stadt im zentral-östlichen Jordanien, rund 80 km östlich von Amman. In al-Azraq befindet sich die Muwaffaq Salti Air Base und ein Flüchtlingslager mit 27.000 Einwohnern.

## Geschichte
Al-Azraq ist seit langem eine wichtige Siedlung in einem abgelegenen und heute trockenen Wüstengebiet Jordaniens. Der strategische Wert der Stadt und ihres spätrömischen Kastells Qasr al-Azraq liegt in der Mitte der Azraq-Oase, der einzigen permanenten Süßwasserquelle in rund 12.000 Quadratkilometern Wüste. Die Stadt liegt an einer großen Wüstenroute, die den Handel innerhalb der Region erleichtert hat. Die al-Azraq-Oase hat eine lange Geschichte, die mit dem Altpaläolithikum beginnt. Viele paläolithische Stätten wurden in der al-Azraq-Oase gefunden. Im Epipaläolithikum war die Oase auch ein wichtiger Siedlungsschwerpunkt. Die Siedlungsaktivitäten der nabatäischen Zeit wurden in der Region ebenfalls bewiesen. Der heutige Qasr al-Azraq wurde während der Regierungszeit des Kaisers Diokletian (284–305) erbaut, hatte jedoch ein über Luftbilder nachgewiesenes älteres römisches Vorgängerlager, das möglicherweise in severischer Zeit um 200 n. Chr. entstanden ist. Im Zuge der islamischen Eroberung der Levante wurde der spätantike Militärbau im 8. Jahrhundert durch die Umayyaden (661–750) nachgenutzt und den Zwecken der neuen Machthaber entsprechend umgebaut. Auch die Ayyubiden (1171–1246) nutzten das Kastell als militärischen Stützpunkt. Später waren hier osmanische Truppen stationiert. Während der Arabischen Revolte, im Winter 1917/1918, diente der Qasr al-Azraq T. E. Lawrence als Stützpunkt für seine Angriffe auf die Osmanen und ihre Infrastruktur, insbesondere der Hedschasbahn.
Das Flüchtlingslager al-Azraq, das Flüchtlinge des Syrischen Bürgerkriegs beherbergt, wurde 2014 eröffnet und liegt 20 Kilometer westlich von al-Azraq. Das Gelände war zuvor während des Zweiten Golfkriegs als Transitlager für vertriebene Iraker und Kuwaiter genutzt worden.

## Demographische Daten
2016 betrug die Bevölkerung von al-Azraq 5.866, von denen 3.080 (52,5 %) männlich und 2.786 (47,5 %) weiblich sind. Im Jahr 2004 waren 84,5 % der Bevölkerung jordanische Bürger.

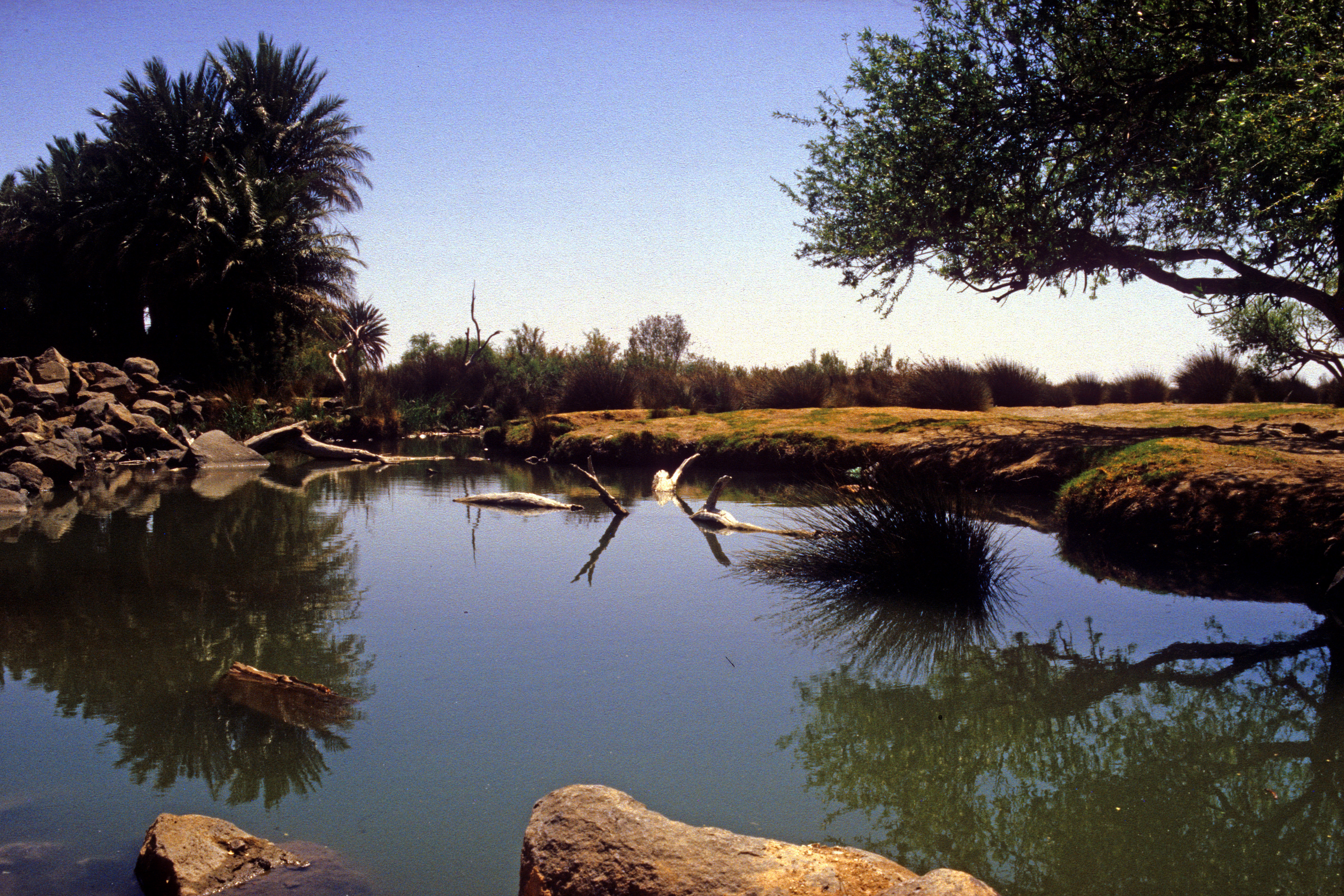
Oase Al Azraq

## Naturschutzgebiet
Al-Azraq ist auch als Standort eines der sieben Naturschutzgebiete Jordaniens (eingerichtet von der Royal Society for the Conservation of Nature) bekannt: die al-Azraq-Oase (englisch: Azraq Wetlands Reserve) in al-Azraq al-Janoubi (südliches al-Azraq).
Das separate und größere Naturschutzgebiet Shaumari liegt ebenfalls in der Nähe von al-Azraq, nur 10 Kilometer südlich der Stadt.